# Bandera de les Filipines
La bandera de la República de les Filipines es va adoptar el 12 de juny de 1898. Està composta per dues franges horitzontals de la mateixa grandària, de color blau la superior i de vermell la inferior.
En la vora més propera al pal figura un triangle equilàter de color blanc que conté en el seu centre un sol daurat o groc amb setze raigs que envolten a altres vuit de major grossor i tres estrelles del mateix color amb cinc puntes cadascuna, situades prop dels vèrtexs del triangle. Les proporcions de la bandera són de: 1:2.

## Simbologia
El color vermell de la bandera simbolitza la sang, el valor i el coratge de qui van lluitar per la independència del país; el blau representa la unitat nacional i els ideals, i el blanc és el color de la puresa i de la pau.
El sol representa el naixement d'una nova era iniciada amb independència del país.
Els vuit llamps del sol simbolitzen a les vuit províncies que van iniciar la revolta contra el domini colonial espanyol. Les tres estrelles de cinc puntes representen les tres àrees geogràfiques més importants de les Illes Filipines: Luzón, Visayas i Mindanao.
Tant el sol, el color vermell com el triangle blanc van ser usats originalment pel Katipunan, l'organització revolucionària que va encapçalar la revolta contra el domini espanyol a finals del segle xix. La bandera va ser dissenyada el 1897 pel general Emilio Aguinaldo, president del govern revolucionari, quan residia a Hong Kong durant el seu exili i iniciada ja la revolució filipina en contra del domini espanyol.
La bandera original estava formada pels mateixos elements que la versió actual però el sol apareixia representat amb un rostre mitològic i els seus llamps eren més nombrosos. Filipines compta amb una bandera que s'usa en temps de guerra, posseeix els mateixos elements que la bandera nacional però es diferencia que el color de la seva franja superior és el vermell i el de la inferior és el blau.

## Construcció i dimensions
La longitud de la bandera és el doble de la seva amplada, cosa que relació d'aspecte d'1:2. La longitud de tots els costats del triangle blanc és igual a l'amplada de la bandera. Cada estrella està orientada de tal manera que una de les seves puntes apunta cap al vèrtex on es troba. A més, l'angle d'espai entre dos grups dels 8 paquets de raigs és tan gran com l'angle d'un paquet de raigs (per tant, 22,5°), amb cada raig principal que té el doble del gruix dels seus dos raigs menors. El sol daurat no es troba exactament al centre del triangle, sinó desplaçat lleugerament cap a la dreta.

Plantilla per fabricar la bandera.

### Colors

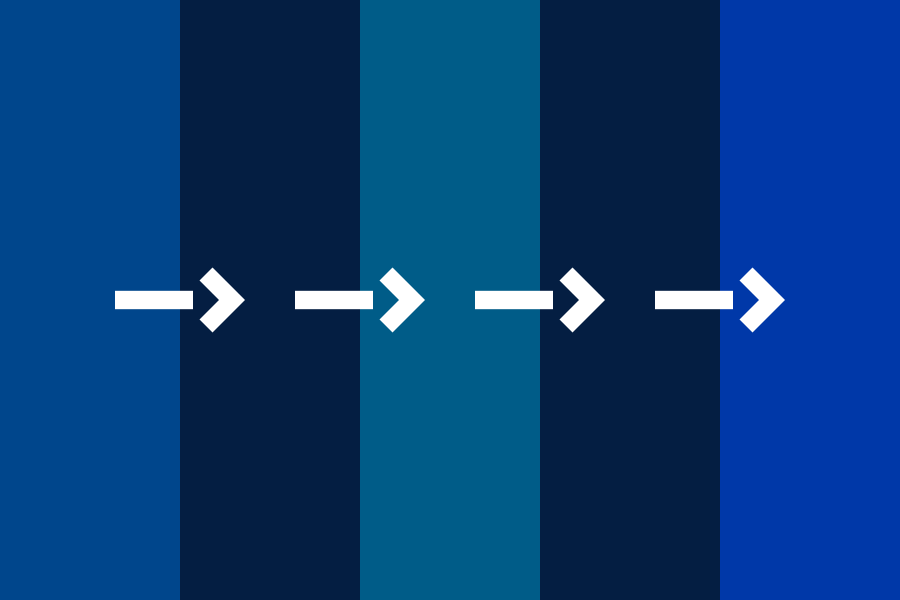
Canvis en el to de blau de la bandera, d'esquerra a dreta: Azul Oscuro (1898); Bandera Nacional Blava (1955); Blau oriental (1985); Bandera Nacional Blava (1986); i Blau reial (1998)

Els colors de la bandera s'especifiquen a la Llei de la República 8491, s. 1998 signada el 12 de febrer de 1998, i codificats pel model de color de l'Associació del Color dels Estats Units. Els colors oficials i les seves aproximacions en altres models de color s'enumeren a continuació:
| Model de color | Blau             | Vermell            | Groc             | Blanc          |
| -------------- | ---------------- | ------------------ | ---------------- | -------------- |
| CAUS           | 80173            | 80108              | 80068            | 80001          |
| Pantone        | 286C             | 193C               | 122C             | Blanc          |
| CMYK           | 99%, 80%, 0%, 0% | 12%, 100%, 87%, 3% | 2%, 17%, 91%, 0% | 0%, 0%, 0%, 0% |
| RGB            | 0, 56, 168       | 206, 17. 38        | 252, 209, 22     | 255, 255, 255  |
| HTML           | 0038A8           | CE1126             | FCD116           | FFFFFF         |

## Altres Banderes

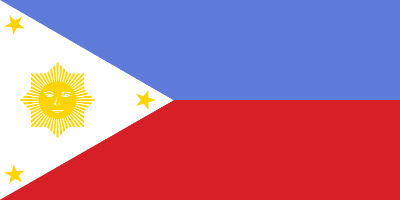
Bandera original, dissenyada pel general Emilio Aguinaldo.
Bandera de les Filipines en estat de guerra